# José Leonardo
José Leonardo, auch Jusepe Leonardo de Chavier, ferner in den Namensvarianten Leonardo de Chavacier oder Leonardo de Chabacier (* 21. März 1601 in Calatayud, Aragonien; † 1652, 1653 oder um 1656 in Saragossa, Aragonien), war ein spanischer Maler des Siglo de Oro und des Madrider Barock.

## Leben

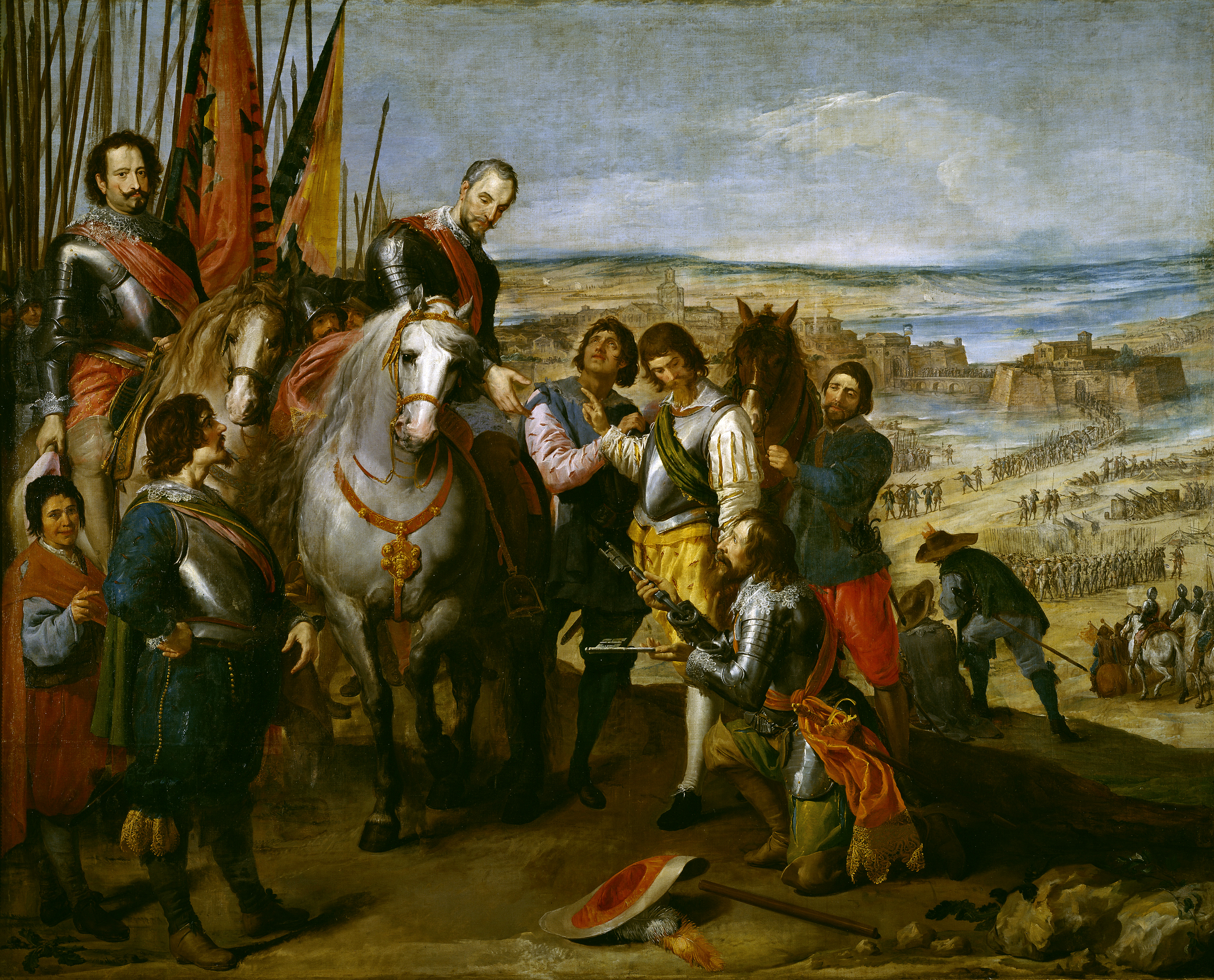
La Rendición de Juliers (Die Übergabe von Jülich), 1635, Museo del Prado

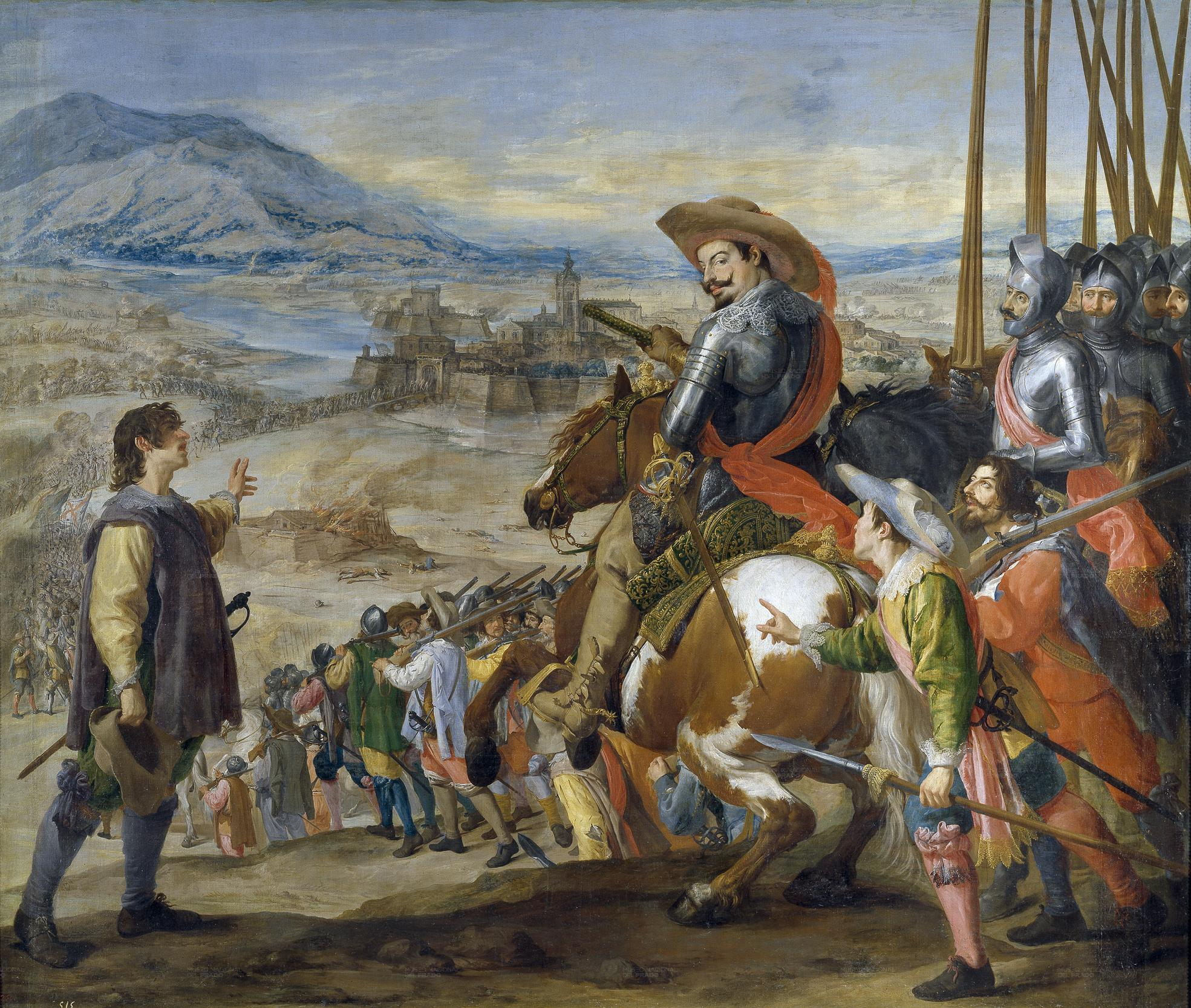
Socorro de Brisach (Der Entsatz von Breisach), 1635, Museo del Prado

Leonardo kam 1612 nach Madrid und trat 1616 in die Malerwerkstatt von Pedro de las Cuevas (1568–1644) ein. In dessen Haus ist er noch 1622 nachzuweisen. Dort wirkte er zusammen mit Antonio de Pereda, Juan Carreño de Miranda und Francisco Camilo (1610–1671). Nach dem Maler und Kunstschriftsteller Jusepe Martínez (1602–1682) ging er bei Eugenio Caxés in die Lehre, wo er durch einen stärker manieristischen Stil geprägt wurde. 1625 erhielt er seinen ersten eigenen Auftrag. 1634/1635 führte er im Rahmen eines Entwurf des Conde-Duques de Olivares und dessen Architekten Crescenzi zwei Schlachtengemälde für den Salón de Reinos im Palacio Buen-Retiro aus, die seinen Ruf bei Hofe sicherten. In dem Saal, zu dessen Ausgestaltung viele weitere berühmte Maler beitrugen, stellte Leonardo die spanische Siege im Dreißigjährigen Krieg dar, La Rendición de Juliers (Die Übergabe von Jülich) und Socorro de Brisach (Der Entsatz von Breisach). Als Hauptwerke seiner Historienmalerei hängen sie heute im Museo del Prado.
Die meisten der 38 bekannten Gemälden Leonardos datieren aus den 1630er Jahren, aus seiner Zeit am Hofe, und befinden sich heute in Spanien. Als frühestes erhaltenes Werk gilt das Wunder von San Isidro (1622). 1625 fertigte er das Hauptaltarbild für die Kirche von Cebreros in Ávila, bekannt als Retablo de Santiago, das seine stilistische Verwandtschaft zu Caxés zeigt. Leonardos Gemälde der Figur des Gotenkönigs Alarich II. war in den 1630er Jahren eines von fünf Gemälden in einer Reihe über gotische Könige. Ab 1635 war Leonardo für das Erzbistum Toledo tätig, gleichzeitig begann er mit der Dekoration der Kapelle von S. Jerónimo am Buen-Retiro. Drei 1637 geschaffene Ansichten von Königssitzen für den Jagdpavillon Torre de la Parada werden ihm zugeschrieben. 1639 vollendete er mit F. Castelo acht Bildnisse spanischer Könige für den Salón Nuevo im Palacio Real, 1641 die Decke der Palastkapelle. Obwohl an diesen Aufträgen beteiligt, wurde er nicht zum Hofmaler ernannt, worum er 1638 nach dem Tod von Vicente Carducho ersucht hatte. 1639 beteiligte er sich am Altarbild für die Kirche Magdalena de Getafe. 
Leonardo war verheiratet mit María de Cuéllar, der Witwe des Malers Francisco del Moral. 1642 trat Leonardo in die Bruderschaft Santísimo Sacramento von S. Sebastián in Madrid ein. Ab etwa 1644 zog er sich allmählich aus dem aktiven Leben zurück. 1648 vollendete Angelo Nardi (1584–1665) den königlichen Auftrag, ein Gemälde für den Reliquienschrein der Kapelle des Königsschlosses von Madrid zu malen, da Leonardo aufgrund einer fortschreitenden geistigen Erkrankung dazu nicht mehr in der Lage war. Nach Martínez ließ ihn eine Vergiftung wahnsinnig werden.
1653 unterzeichnete María de Cuéllar ein Dokument als „viuda“ (Witwe). Auf dieser Grundlage wird sein Todesjahr mit 1652 angenommen. Im Widerspruch dazu steht das von Antonio Palomino benannte Todesjahr 1656. Von älteren Kunsthistorikern als „Velázquez’ bester Schüler“ bezeichnet, weil er hinsichtlich Oberfläche, Farbgebung, des Einsatzes von Licht und in der Komposition von diesem beeinflusst war, gilt sein Stil heute allerdings als stärker durch Carducho und Caxés geprägt.